# Natsumi Fujita
Natsumi Fujita (藤田 夏未, Fujita Natsumi) est une ancienne joueuse de volley-ball japonaise née le 5 août 1991 à Tagajō (Préfecture de Miyagi). Elle mesure 1,66 m et jouait au poste de passeuse. Elle a totalisé 17 sélections en équipe du Japon.

## Clubs
| Club                        | De        | À         |
| --------------------------- | --------- | --------- |
| Furukawa Gakuen High School |           | 2009-2010 |
| Toyota Auto Body Queenseis  | 2010-2011 | 2015-2016 |

## Palmarès
- Coupe de l'impératrice
  - Finaliste : 2011.
- Tournoi de Kurowashiki
  - Vainqueur : 2014.
  - Finaliste : 2015.